# Brucamps
Brucamps (picardisch: Brucamp) ist eine nordfranzösische Gemeinde mit 150 Einwohnern (Stand 1. Januar 2022) im Département Somme in der Region Hauts-de-France. Die Gemeinde liegt im Arrondissement Abbeville und ist Teil der Communauté de communes Ponthieu-Marquenterre und des Kantons Rue.

## Geographie
Die Gemeinde liegt rund 4,5 km östlich von Ailly-le-Haut-Clocher und 6 km westlich von Domart-en-Ponthieu.

## Einwohner
| 1962 | 1968 | 1975 | 1982 | 1990 | 1999 | 2006 | 2011 |
| ---- | ---- | ---- | ---- | ---- | ---- | ---- | ---- |
| 161  | 159  | 133  | 124  | 121  | 109  | 134  | 142  |

## Sehenswürdigkeiten
- 1902 errichtete Kirche Saint-Martin[1]
- Kriegerdenkmal
- frühere Gemeindeschule mit Glockenstuhl
- mehrere imposante Gehöfte und Taubenhäuser

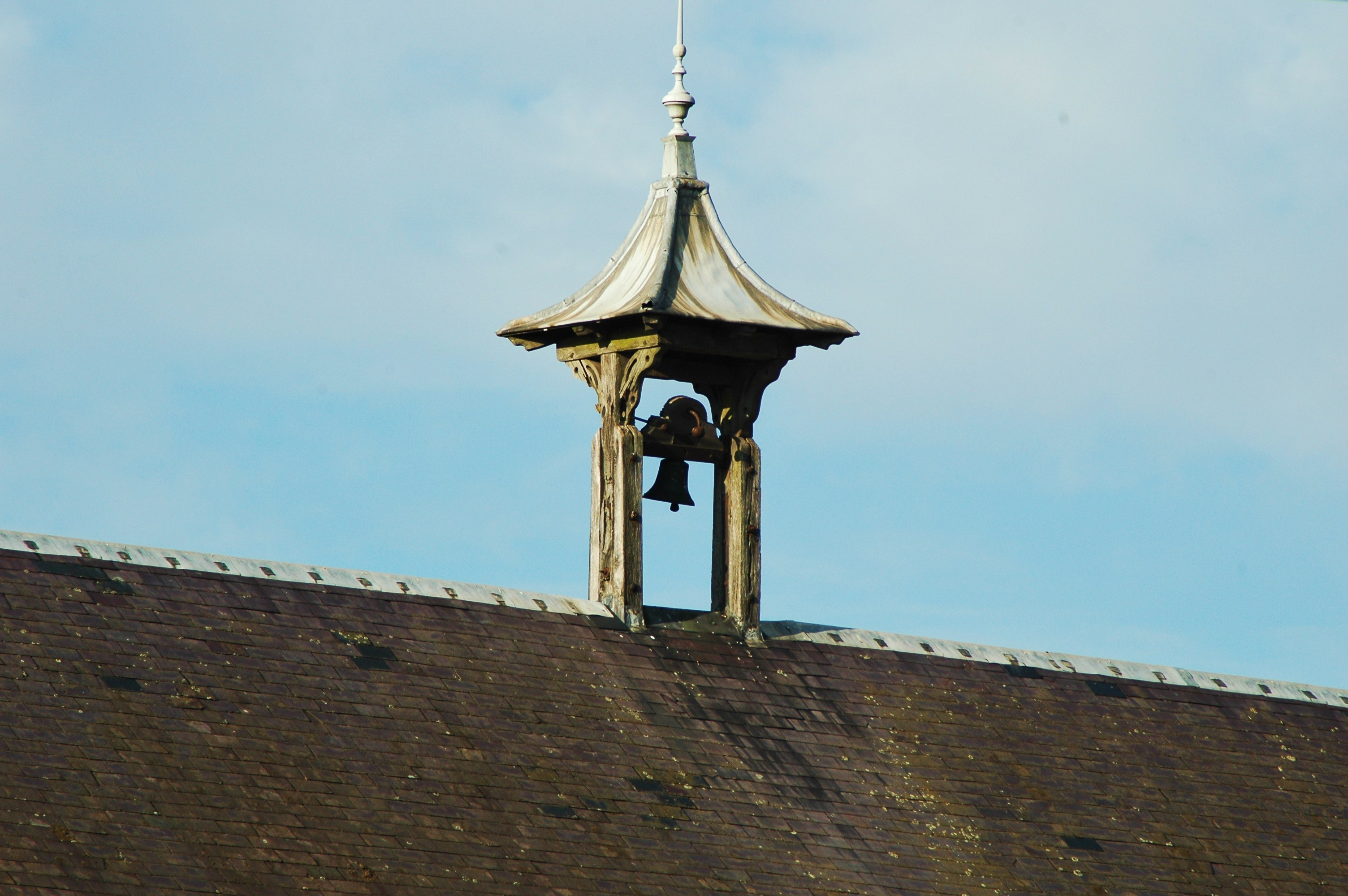
Glockenstuhl an der früheren Gemeindeschule

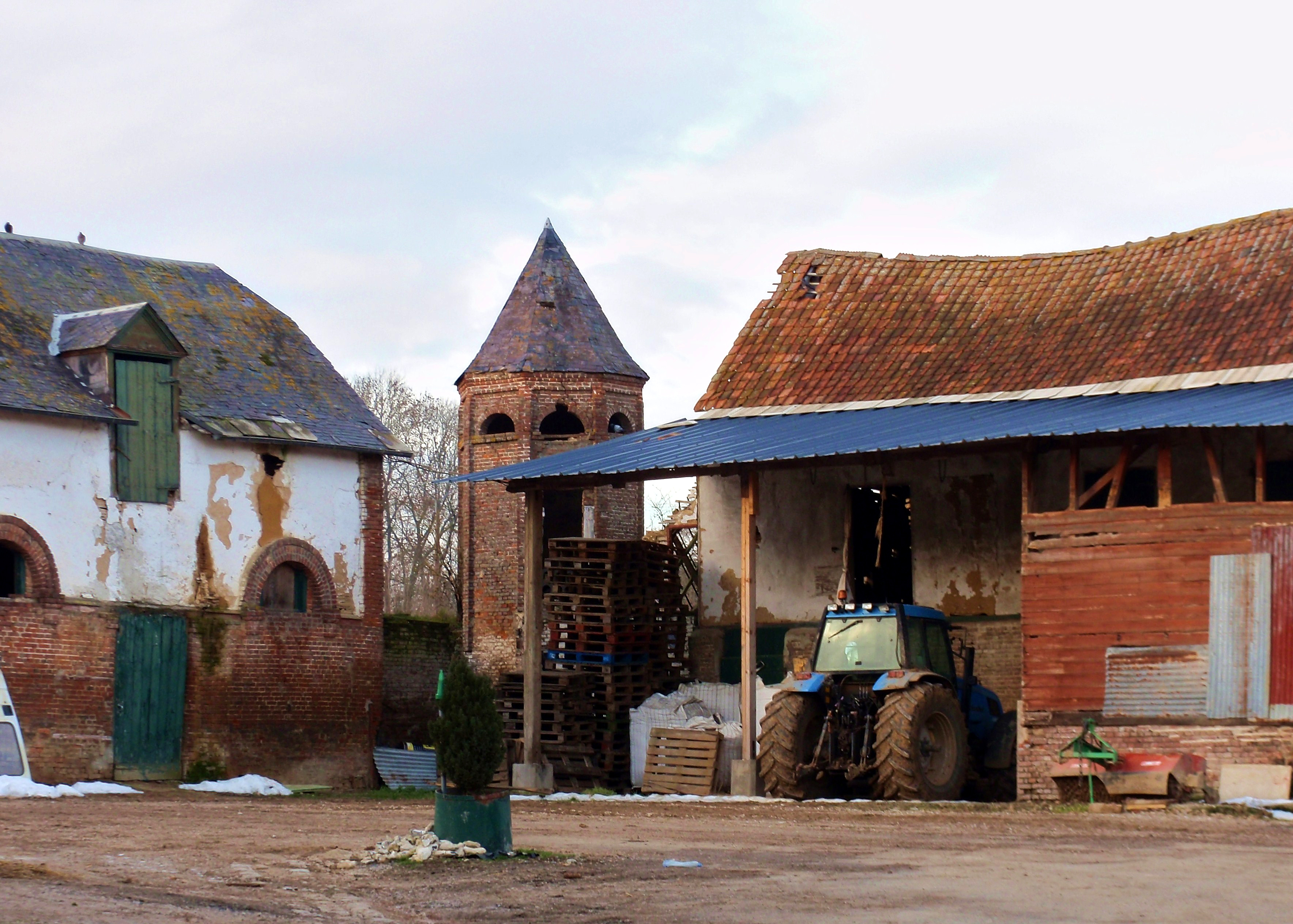
Taubenhaus